# Driot-Arnoux Motorsport
Het Driot-Arnoux Motorsport GP2 team werd opgericht in 1988 door Jean-Paul Driot en oud Formule 1 coureur René Arnoux in Frankrijk.

## Geschiedenis
Dams zag het levenslicht in 1988 en deed voor het eerst mee in de Formule 3000 in 1992, ze wonnen kampioenschap na kampioenschap van 1992 tot en met 1994. In 1993 wonnen ze het kampioenschap met Olivier Panis. In 1995 besloot Dams mee te doen aan het F1 Design Project, maar zonder succes. 1997 tot en met 2002 deden ze mee met de 24 uur van Le Mans. Vanaf 2003 deden ze mee met het Formule Renault V6 kampioenschap en werden de eerste twee seizoenen kampioen. Vanaf 2005 deden ze ook mee met de GP2 met gering succes. In 2007 hebben ze als coureurs Kazuki Nakajima en Nicolas Lapierre (die ook in de A1GP reed voor team Frankrijk). Nakajima eindigde zes keer op het podium, uiteindelijk werd hij zesde in het kampioenschap. Lapierre won twee races maar racete minder constant dan Nakajima en werd twaalfde.